# Our Song (Taylor Swift-dal)
Az Our Song Taylor Swift amerikai énekesnő-dalszerző dala, ami debütáló stúdióalbuma harmadik kislemezeként jelent meg. Swift kilencedik osztályban írta az Our Song-ot egy középiskolai tehetségkutató műsorra. A dalt azért adta hozzá az album számlistájához, mert népszerű volt osztálytársai körében. A Big Machine Records 2007. szeptember 10-én adta ki a dalt az amerikai country rádiókban. Az Our Song egy lendületes, bendzsó által vezérelt country dal, amely hegedűt és dobokat is tartalmaz.
2019-ben helyet kapott Rolling Stone listáján, amely a legjobb 2000 óta felvett női countrydalokat sorolta fel. Hat hétig a Hot Country Songs első helyén volt a dal. Swift 17 évesen a legfiatalabb előadó lett, aki egyedül írta és énekelte a Hot Country Songs listavezető dalát. Az Our Song a Billboard Hot 100 listán a 16. helyre került, és négyszeres platina minősítést kapott az Amerikai Hanglemezgyártók Szövetségétől. A Canadian Hot 100-on a 30. helyet érte el, és a Music Canadától szintén platina minősítést kapott.
Trey Fanjoy rendezte a dal klipjét, amely 2007. szeptember 24-én jelent meg a CMT műsorán, és a 2008-as CMT Music Awardson elnyerte az Év videója díjat. Swift televíziós műsorokban és számos fesztiválon is előadta a dalt, és fellépett vele a Fearless Tour (2009–2010) és a Speak Now World Tour (2011–2012) turnékon is. A dal Swift koncertjeinek része volt a Red Tour (2013–2014), a Reputation Stadium Tour (2018) és a The Eras Tour (2023–2024) bizonyos állomásain is.

## Fordítás
Ez a szócikk részben vagy egészben  az   Our Song (Taylor Swift song) című angol Wikipédia-szócikk fordításán alapul.  Az eredeti cikk szerkesztőit annak laptörténete sorolja fel. Ez a jelzés csupán a megfogalmazás eredetét és a szerzői jogokat jelzi, nem szolgál a cikkben szereplő információk forrásmegjelöléseként.